# Le Fay
Le Fay é uma comuna francesa na região administrativa de Borgonha-Franco-Condado, no departamento de Saône-et-Loire. Estende-se por uma área de 20,88 km². Em 2010 a comuna tinha 646 habitantes (densidade: 30,9 hab./km²).